# Rubiol (grup de bolets)
El grup dels rubiols comprén bolets terrestres de grans a menuts, de cama consistent i de més de 5-6 mm de diàmetre, amb un o dos anells, les làmines lliures i que en madurar prenen color xocolata fosc o negre.

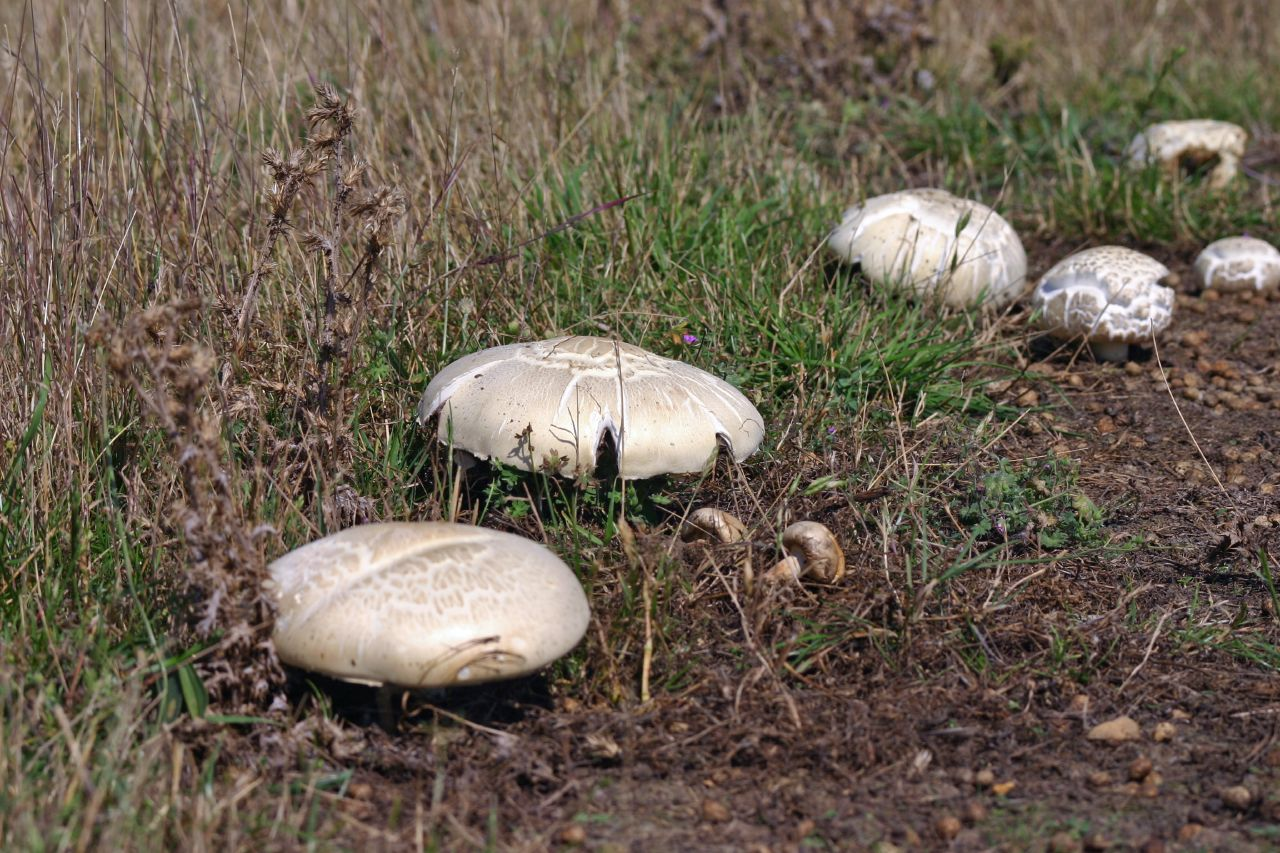
Erol o corriol de rubiols anisats (Agaricus arvensis)

Són fongs descomponedors, que creixen en terrenys rics en matèria orgànica, húmics o adobats, on poden formar corriols
Per diferenciar els rubiols és de gran utilitat emprar reactius macroquímics. El més accessible és una dilució de KOH al 3%; el més complex i que requereix molta precaució és la reacció d'Schäffer (aplicar una gota d’anilina sobre la cutícula i una d’àcid nítric concentrat). Per esbrinar els grans grups considerem que només és recomanable fer servir KOH. Hom estima negativa la reacció a l’aplicació de KOH quan no varia el color, mentre positiva quan la superfície canvia el color a groc.
La carn dels rubiols es blanca però pot envermellir o engroguir al frec o al tall. Alguns exemplars de determinades espècies poden envermellir en una zona del bolet i engroguir suaument en una altra. Es considerem aquestes espècies del grup de rubiols que envermelleixen. La reacció al KOH ens ajuda a distingir si hi ha dubtes.

## Grans grups de rubiols
Es diferencien cinc grans grups de rubiols, n'indiquem les espècies més corrents:

### Terrerols o terrolers

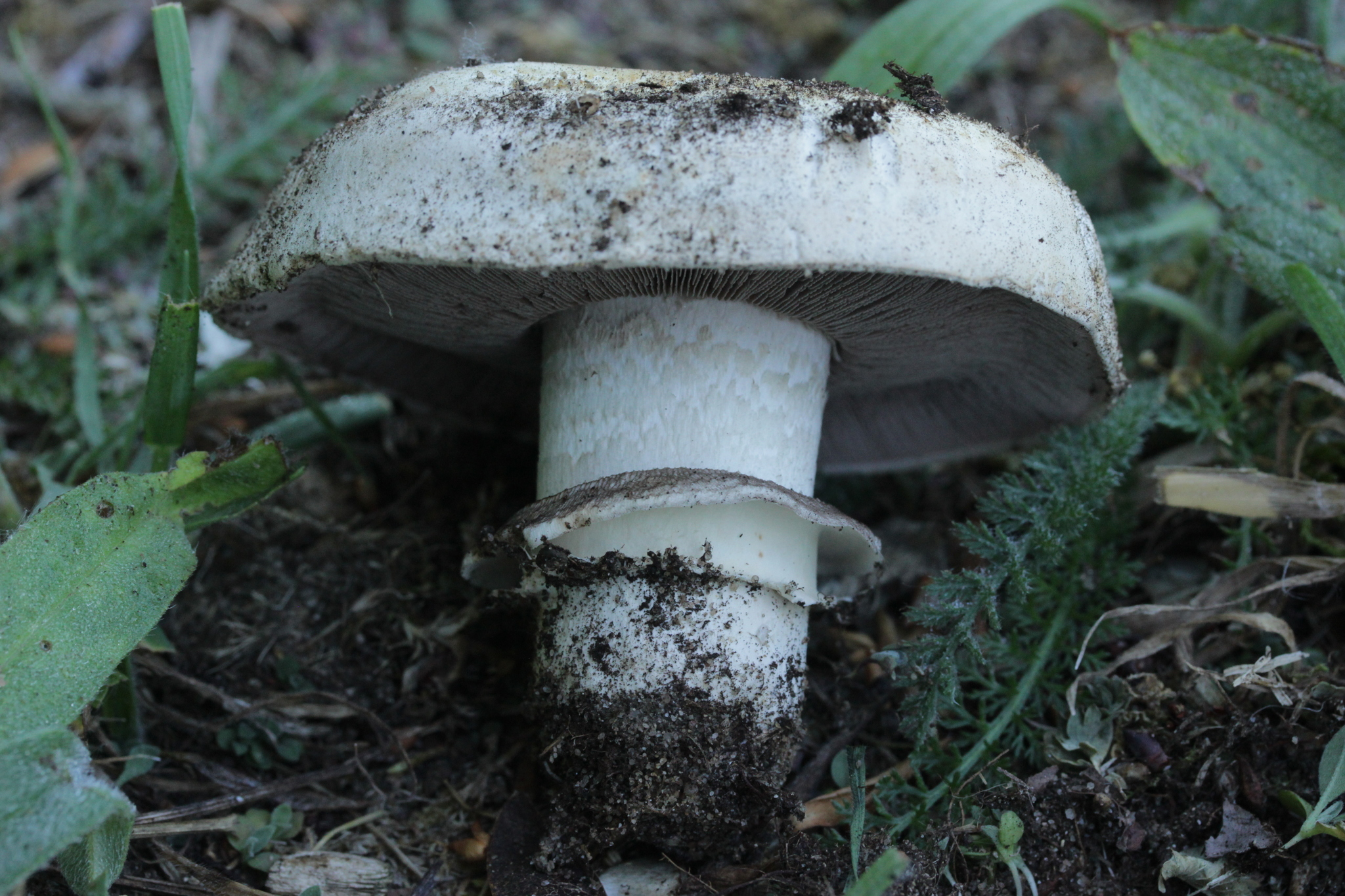
Terrerol (Agaricus bitorquis)

Rubiols de superfície i carn gairebé immutables al tall o al frec i que disposen d’un o dos anells en posició mitjana o relativament inferior respecte a la cama. Reben aquest nom perquè són bolets que acostumen a rebentar el terra en créixer i aparèixer.
Entre les espècies de terrerols més corrents:
- Agaricus bitorquis, terrerol
- Agaricus pequinii, terrerol de cassoleta gros
- Agaricus genadii, terrerol de cassoleta menut
- Agaricus bisporus, terrerol de jaça
- Agaricus bernardiformis, terrerol dels prats salats
- Agaricus devoniensis, terrerol sorralenc
- Agaricus subperonatus, terrerol tigrat
- Agaricus bisporus var. albidus, xampinyó

### Camperols o campers

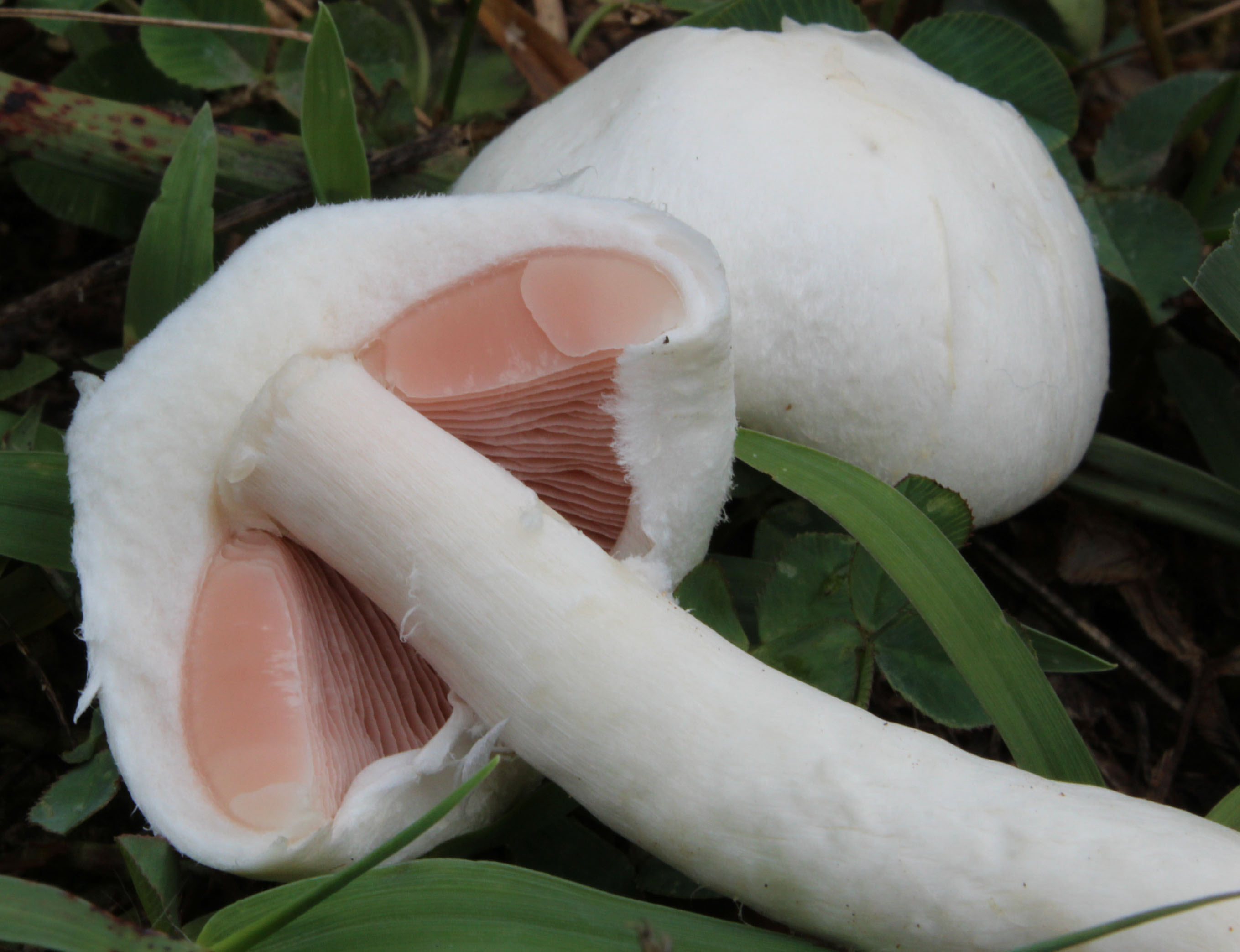
Camperol (Agaricus campestris)

Rubiols de superfície i carn gairebé immutable i amb un anell situat a la part alta de la cama
Entre les espècies de camperols més corrents: 
- Agaricus campestris, camperol
- Agaricus cupreobrunneus, camperol bru d’aram
- Agaricus altipes, camperol camallarg
- Agaricus pampeanus, camperol d’anell engruixit
- Agaricus moellerianus, camperol de cama flocosa
- Agaricus cappellianus, camperol de Cappelli
- Agaricus lividonitidus, camperol gris violaci
- Agaricus porphyrocephalus, camperol porpre

### Rubiols de sang

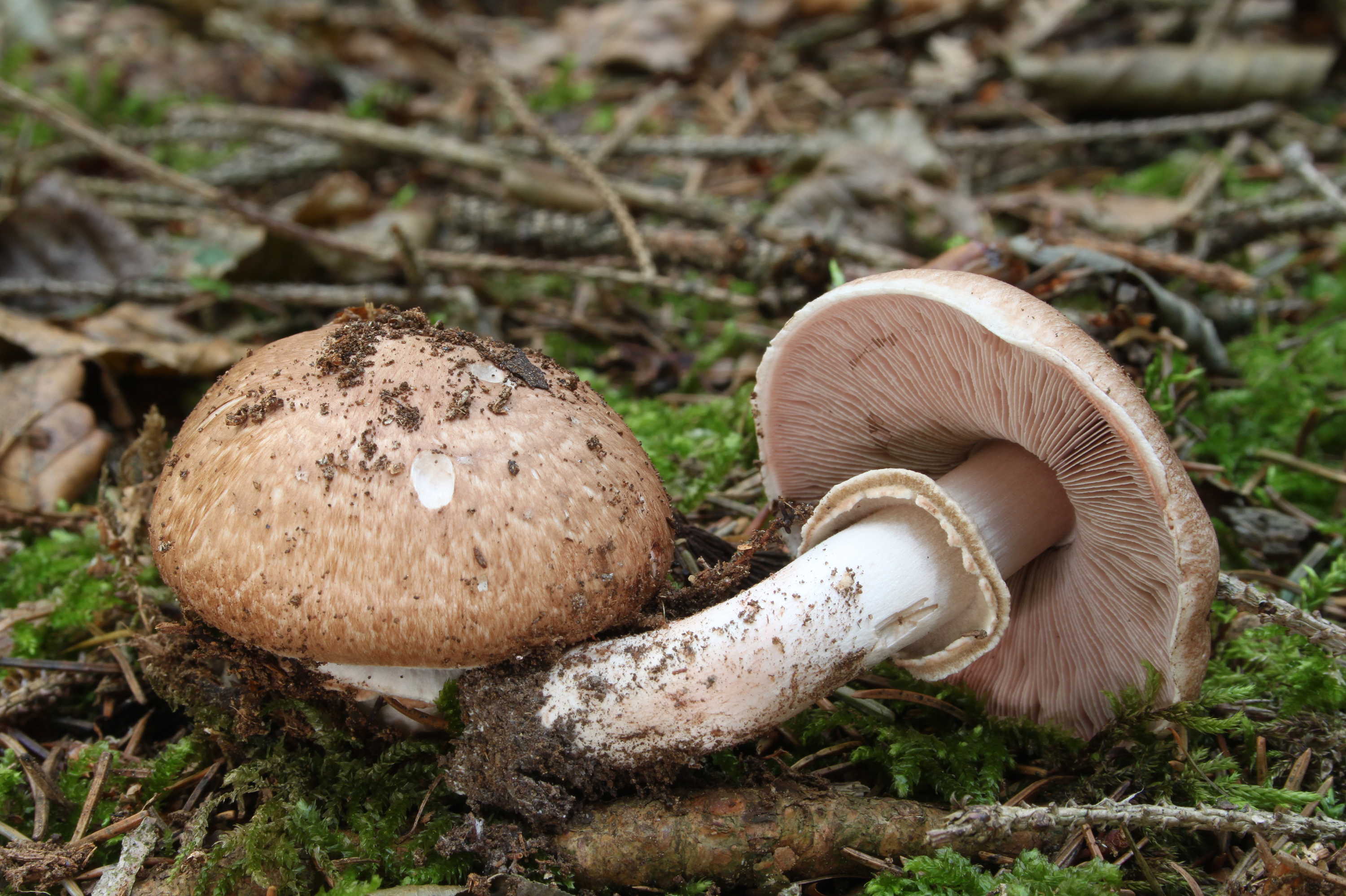
Rubiol de sang (Agaricus sylvaticus)

Rubiols que en tallar-los-hi la carn o gratar-ne la superfície (millor la de la cama), canvien el seu color a vermell de manera ràpida i manifesta.
Entre les espècies de rubiols de sang més corrents:
- Agaricus sylvaticus, rubiol de sang
- Agaricus litoralis, rubiol de sang costaner
- Agaricus bernardii, rubiol de sang peixenc
- Agaricus subfloccosus, rubiol de sang d’anell doble
- Agaricus bohusii, rubiol de sang de Bohus
- Agaricus boisseletii, rubiol de sang de Boisselet
- Agaricus lanipes, rubiol de sang de cama llanosa
- Agaricus langei, rubiol de sang de Lange
- Agaricus benesii, rubiol de sang esquamulós
- Agaricus impudicus, rubiol de sang jaspiat
- Agaricus bresadolanus, rubiol de sang radicant

### Rubiols pudents

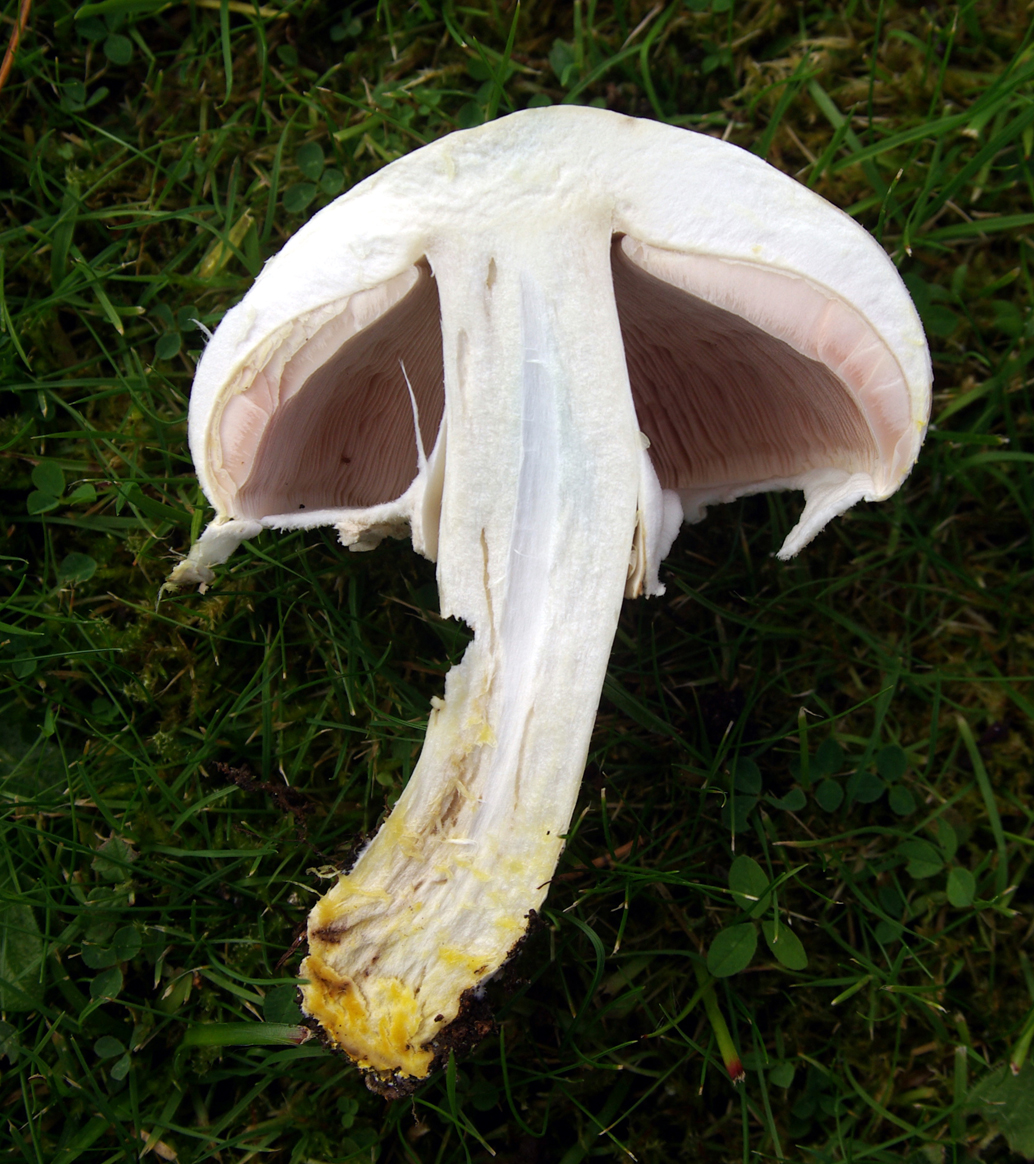
Secció de rubiol pudent (Agaricus xanthodermus)

Rubiols caracteritzats per tenyir de groc a l’instant, ja sigui al frec o en tallar-los. Posteriorment viren a grisaci. La carn, i de fet tot el bolet, fa olor de tinta o fenol. Cal considerar tots els rubiols pudents com a tòxics.
Entre les espècies de rubiols pudents més corrents:
- Agaricus xanthodermus, rubiol pudent
- Agaricus moelleri, rubiol pudent pigallat
- Agaricus pilatianus, rubiol pudent de peu bulbós
- Agaricus menieri, rubiol pudent sorralenc
- Agaricus pseudopratensis, rubiol pudent enrogidor
- Agaricus iodosmus, rubiol pudent pigallat camacurt
- Agaricus phaeolepidotus, rubiol pudent pigallat camallarg

### Rubiols anisats

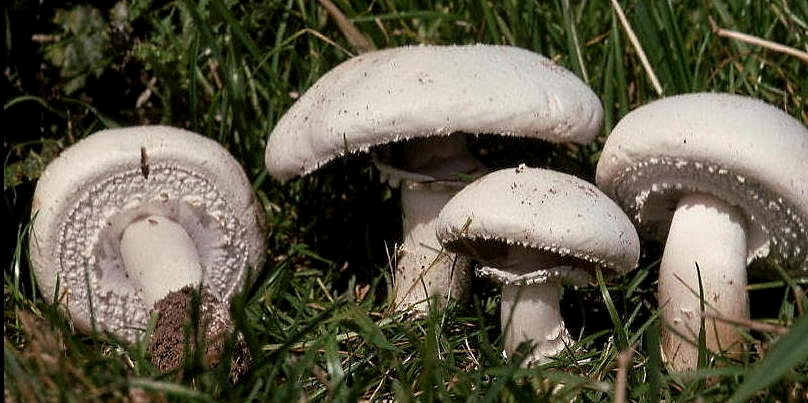
Rubiol anisat (Agaricus arvensis)

Rubiols d’espais oberts o de bosc, caracteritzats per una olor agradable i propera a la de l’anís, tot i que en algunes espècies pugui recordar més a la d’ametlles amargues. Quan erosionem la cutícula del barret o la cama, en totes les espècies del grup, la superfície vira a color groc; sempre lentament.
Per la mida es diferencien dos grups de rubiols anisats, els grossos (de barrets de 8-10-30-50 cm ø) i els menuts (de barrets de 2-7 cm ø): 
- Entre els rubiols anisats grossos:
  - Agaricus arvensis, rubiol anisat
  - Agaricus augustus, rubiol anisat gros
  - Agaricus sylvicola, rubiol anisat de bosc
  - Agaricus crocodilinus, rubiol anisat de cocodril
  - Agaricus urinascens, rubiol anisat gegant

- Entre els rubiols anisats menuts:
  - Agaricus lutosus, rubiol anisat d’esquames daurades
  - Agaricus comtulus, rubiol anisat menut
  - Agaricus porphyrizon, rubiol anisat porpra
  - Agaricus semotus, rubiol anisat solitari

## Exemples de rubiols
- Terrerol (Agaricus bitorquis)
- Camperol (Agaricus campestris)
- Rubiol de sang (Agaricus silvaticus)
- Rubiol pudent   (Agaricus xanthodermus)
- Rubiol anisat gros (Agaricus augustus)
- Rubiol anisat porpra (Agaricus porphyrizon)